# Garrett Muagututia
Garrett Muagututia (ur. 26 lutego 1988 w Oceanside) – amerykański siatkarz, grający na pozycji przyjmującego. W sezonie 2020/2021 był zawodnikiem Aluronu Virtu CMC Zawiercie.

## Sukcesy klubowe
Liga portugalska:
- 2018

Puchar Grecji:
- 2019

Liga grecka:
- 2019

## Sukcesy reprezentacyjne
Puchar Panamerykański:
- 2012
- 2011

Liga Światowa:
- 2014

Liga Narodów:
- 2019, 2022[1], 2023[2]

Puchar Świata:
- 2019

Mistrzostwa Ameryki Północnej, Środkowej i Karaibów:
- 2023[3]

Igrzyska Olimpijskie:
- 2024[4]

## Nagrody indywidualne
- 2019: MVP Pucharu Grecji